# Kristina Vlachová
Kristina Vlachová, vlastním jménem Jana Slánská, (* 4. května 1943 Praha) je česká scenáristka a režisérka dokumentárních filmů. Za svou tvorbu byla opakovaně oceněna doma i v zahraničí.

## Život
Pseudonym zvolila kvůli neblahé proslulosti příjmení „Slánský“. S Rudolfem Slánským není nijak příbuzensky spojena, ale shoda jmen ji pronásledovala celý život. Po maturitě (1960) studovala na Elektrotechnické fakultě, katedře rozhlasu, filmu a televize na Českém vysokém učení technickém v Praze (1965). Od roku 1966 pracovala nejprve jako inženýrka a později scenáristka hraných filmů ve Filmovém studiu Barrandov. V roce 1967 začala dálkově studovat obor filmové a televizní dramaturgie a scenáristiky na FAMU, 1967–1971 žačka Milana Kundery (docent katedry Dramaturgie a scenáristiky hraného filmu).
Roku 1977 napsala scénář k dalšímu filmu pro Barrandov, ale odmítla se politicky kompromitovat a patřila k několika málo umělcům, kteří nepodepsali Antichartu, tím se také „názorově“ rozešla s Věrou Chytilovou, s kterou do té doby spolupracovala. Vzápětí ztratila možnost pracovat jako scenáristka a do roku 1984 byla zaměstnána v nakladatelstvích Orbis a Panorama v redakci omalovánek a vystřihovánek pro děti. Když se zjistilo, že zadávala práci autorům z prostředí Charty 77, kteří psali pod krycími jmény, byla propuštěna. Pracovala pak v různých zaměstnáních, mj. jako korektorka, naposled v roce 1989 jako vrátná na koleji Přírodovědecké fakulty UK, kde s některými studenty pořádala neoficiální filmové semináře. Po pádu komunismu „morálně rehabilitována za křivdy spáchané komunistickým režimem“.
V roce 1990 se vrátila ke své profesi. Vyhrála konkurz na místo dramaturgyně Filmového studia Barrandov a do roku 1992 byla dramaturgyní celovečerních filmů. Na Slovensku na pozvání tehdejšího ředitele Jána Langoše pracovala jako producentka, scenáristka a režisérka pro slovenský Ústav paměti národa (2004–2007). V roce 2007 vedla semináře Filosofické fakulty UK na téma „Dějiny komunismu v dokumentárním filmu“.
Spolupracuje také s nadací Člověk v tísni na projektu Příběhy bezpráví – Jeden svět na školách, která její dokumentární filmy zařadila do programu pro základní a střední školy o době útlaku a pronásledování lidí za komunismu a účastní se besed se studenty.
V roce 2019 kandiduje do Evropského parlamentu jako nezávislá na kandidátce Klubu angažovaných nestraníků (KAN).

## Dílo
Debutovala scénářem k filmu Víta Olmera Takže ahoj (1970), který však nakonec režisér realizoval ve velmi okleštěné podobě. Ráda by natočila novou verzi filmu podle původního scénáře. Scénář k filmu Hra o jablko psala s Věrou Chytilovou v době, kdy režisérka nesměla točit filmy. Film nakonec získal v zahraničí celkem šest ocenění. Počátkem 90. let psala scénář o likvidaci selského stavu po únoru 1948 pro Československou televizi, ale k realizaci filmu nedošlo po zásahu dramaturgyně projektu, bývalé spolupracovnice Státní bezpečnosti.
Svým prvním dílem po pádu komunismu, dokumentárním filmem natočeným pro Originální videožurnál (Oslavy osvobození Plzně roku 1990) si otevřela cestu do veřejnoprávní České televize. Pracovala jako nezávislá investigativní novinářka a režisérka, byla členkou Rady Českého rozhlasu (1992–1996) a spolupracovnice rádia Svobodná Evropa. Roku 1991 natočila dokument o vězních komunistického režimu Jáchymovská stigmata. V České televizi se jako scenáristka investigativní publicistiky a dokumentaristka podílela na pořadech Klekánice, Nadoraz, Intolerance?, Tady a teď, Ta naše povaha česká, Křesťanský magazín, Cesty víry.
Jako scenáristka a režisérka dokumentárních filmů se věnuje vyrovnání společnosti s nacistickou a komunistickou minulostí. Po dobu deseti let se zabývala kauzou tří vyšetřovatelů StB z Uherského Hradiště – Aloise Grebeníčka, Vladimíra Zavadilíka a Ludvíka Hlavačky, kteří byli stíháni za mučení politických vězňů od roku 1994. Dokument připomíná jednotlivé fáze tohoto případu a zaznamenává cenné výpovědi mnoha bývalých politických vězňů, kteří se již vysílání filmu nedožili. Za svůj snímek Dračí setba o vězních z bunkru v pracovním táboře Vojna u Příbrami získala cenu České televize Trilobit za rok 2006.
Na Slovensku natáčela s pamětníky, kteří jako malé děti přežili masakr v Kľakovské dolině (vypálení vesnic Ostrý Grúň a Kľak nacisty za druhé světové války), za pomoc vesničanů partyzánům. Ján Langoš měl v úmyslu s dokumentem vystoupit v parlamentu a požádat, aby poslanci odsouhlasili odškodnění přeživších bez zbytečných byrokratických průtahů. Po smrti Jána Langoše byla kauza zapomenuta.
Od roku 1968 se po 30 let zabývala shromažďováním materiálu o „Králi Šumavy“, který je ústřední postavou stejnojmenného propagandistického filmu Král Šumavy režiséra Karla Kachyni . Natočila dokumentární film se skutečnou postavou, Josefem Hasilem, který nyní žije v USA na předměstí Chicaga a roku 2001 byl prezidentem Václavem Havlem vyznamenán Medailí Za hrdinství.
Její filmy se vyznačují potřebou sdělit úplnou a ne vždy příjemnou pravdu, např. o fungování české justice. Také ve filmu o Janu Palachovi se nezalekla hrozící žaloby a zveřejnila archivní materiály, popisující úlohu psychiatričky, která se na žádost StB pokoušela od umírajícího Jana Palacha zjistit jména dalších lidí, kteří byli připraveni podstoupit stejnou oběť. Jako režiséry, kteří jí jsou blízcí, sama uvádí Jean-Luca Godarda, Federica Felliniho, Andrzeje Wajdu, Agnieszku Hollandovou, Miloše Formana nebo Pétera Gothára.

## Tvorba

### Filmové scénáře
- 1970 Takže ahoj, režie Vít Olmer
- 1976 Hra o jablko, autorka námětu, spoluautorka scénáře, režie Věra Chytilová
- 1981 Mezczyzna niepotrzebny, s Agnieszkou Holland, režie Laco Adamik
- poč. 90. let scénář podle románu Mojmíra Klánského Vyhnanství

### Dokumentární filmy (námět, scénář, režie)
- 1990 Hovoří Plzeň, Svobodná Plzeň hovoří, o oslavách osvobození Plzně z roku 1990
- 1991 Drogová válka?
- 1991 Jáchymovská stigmata
- 1992 Řekl jsi ďáblovi ne ?
- 1993 Pomník Heliodora Píky
- 1998 Bez milosti, o životě a smrti generála Heliodora Píky
- 2000 Zpráva o Králi Šumavy, film o Janu Hasilovi, který po roce 1948 převáděl uprchlíky z komunistického Československa přes hranice na západ
- 2000 Mrtví a zapomenutí, o procesu s Aloisem Grebeníčkem a dalšími komunistickými vyšetřovateli v Uherském Hradišti
- 2001 Začít spolu, historie rokycanských Romů, o problémech romské emigrace
- 2002 Věž smrti aneb Kapitola z dějin novodobé české justice, o dědictví komunismu a vyrovnávání se s jeho zločiny[9]
- 2005 Cesty nádeje, příběh židovské komunity ze slovenských Medzilaboriec, z nichž někteří se během války zachránili ve vlacích, které vezly dřevěné uhlí do Švýcarska
- 2006 Dračí setba, časosběrný dokument vznikající 10 let, vzpomínky politických vězňů z komunistických lágrů a ztráta paměti jejich věznitelů
- 2006 Leopoldov (30 min.), dokument o nejtvrdším komunistickém vězení, kde se každý rok scházejí ti, co přežili
- 2007 Kauza Uherské Hradiště, Proč nebyli potrestáni vyšetřovatelé StB z obávané uherskohradišťské věznice (Alois Grebeníček, Ludvík Hlavačka, Vladimír Zavadilík)? online z archivu ČT
- 2007 Jáchymovské peklo (29 min.), dokument natočený s přímými oběťmi komunistické justice, kteří s hořkostí sledují, jak násilí na nich páchané skončilo bez spravedlivého trestu
- 2007 Boj o paměť národa (25 min.), sonda do problematiky kolem vzniku Úřadu dokumentace a vyšetřování zločinů komunismu a Archivu bezpečnostních složek.
- 2008 Poselství Jana Palacha (57 min.), dokumentární film o jeho rodinném zázemí, přátelích, spolužácích a učitelích, pokus osvětlit motiv jeho činu.[10]
- 2019 Hranice Železná opona (30 min.)

## Ocenění
- 1977 Stříbrný Hugo, MFF Chicago, Velká cena, Chamrouse, za scénář k filmu Věry Chytilové Hra o jablko (1976)
- 1991 cena FITES, 1992 cena na MTVF v Kagoshimě, za filmový dokument Jáchymovská stigmata
- 1998 cena na Academia film Olomouc, cena nadace Patria, cena Trilobit FITES za scénář, za filmový dokument Bez milosti
- 2001 Cena Excelence Chicago Sister, za film Zpráva o Králi Šumavy
- 2002 cena Trilobit FITES a druhá cena na Mezinárodním festivalu Ústí nad Orlicí, za filmový dokument Věž smrti
- 2004 Cena Andreje Nikolaje Stankoviče za dosavadní filmové dílo
- 2006 cena Trilobit FITES, za filmový dokument Kauza Uherské Hradiště
- 2007 cena IGRIC Slovenské republiky
- 2009 hlavní cena Femina grande, Femina film Ústí nad Labem[11]
- 2010 cena producenta, Montenegro
- 2011 Vyznamenání Zlaté lípy, Ministerstvo obrany ČR[12]
- 2011 Cena Jana Beneše, Nadační fond angažovaných nestraníků[13][14]
- 2014 Cena Ministerstva kultury za přínos v oblasti kinematografie a audiovize[15]
- 2018 Cena Ústavu pro studium totalitních režimů (ÚSTR) za mimořádný přínos k reflexi novodobých dějin.[16][17]